# 脂肪細胞
脂肪细胞（英語：adipocyte）是构成脂肪组织的主要细胞，专门用于将能量储存为脂肪。

## 种类
有两种脂肪组织：白色脂肪组织与棕色脂肪组织，也叫做白色脂肪和棕色脂肪，包括了两种脂肪细胞。

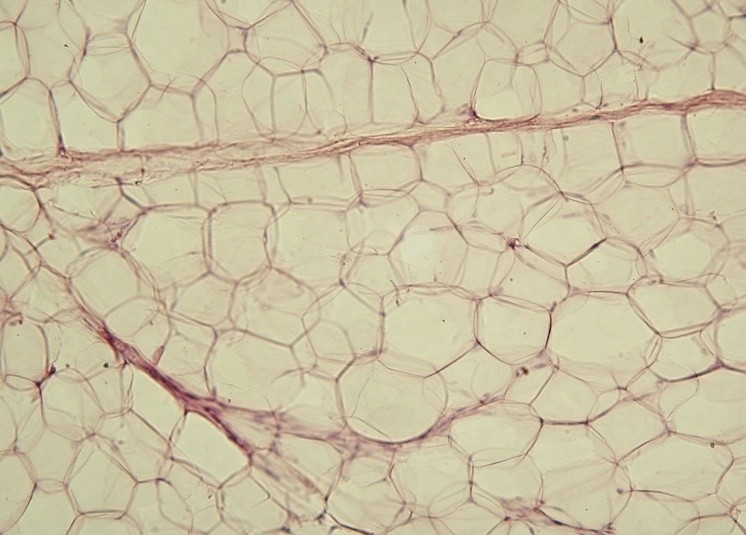
白色脂肪组织的石蜡切片

### 白色脂肪细胞（单房细胞）
白色脂肪细胞或称作单房细胞，包含有一个被细胞质所环绕的脂滴。细胞核形状平扁且位于边缘。典型的脂肪细胞直径大约有0.1毫米，有些则会大一倍或者小一半。脂肪以半液体状态被储存起来，并且主要是甘油三酸酯和胆固醇酯。白色脂肪细胞会分泌抵抗素、脂联素以及瘦素。一个普通成人大约有300亿个脂肪细胞并重达13.5千克。如果一个成人增重过多，在脂肪细胞分裂及增加其现有绝对数量前，其大小会增长近四倍。

### 棕色脂肪细胞（多房细胞）
棕色脂肪细胞或称为多房细胞的外形是多边形的。不像白色脂肪细胞，这些细胞有相当大的细胞质，脂滴分散于其中整体。细胞核则为圆形，且位于细胞中央而非边缘。其颜色为棕色是因为有大量的线粒体。因冬眠动物及婴儿体内含有棕色脂肪组织，故也称为“婴儿脂肪”，其作用是产生热量。

## 脂肪細胞的大小與數量
一般來說，當三酸甘油酯儲存時，脂肪細胞可以擴張2到3倍大，但擴增到極限時就不會再增加，這時會開始增加脂肪細胞的數量。因此，大部分肥胖的原因和脂肪細胞數量與大小兩者增加有關。肥胖的個體擁有正常五倍以上的脂肪細胞，假如過多的熱量不能留在脂肪細胞，那這些過多的脂肪酸就會外溢到其它地方，稱为異位脂肪。進行減重時，脂肪細胞的數量並不會減少，而脂肪細胞的大小會先縮小。所以短期體重下降後，如果很快地就恢復正常的飲食，那麼脂肪细胞會有效率的吸收脂肪，恢復原來的體重。

## 世系
尽管脂肪细胞的世系尚未明了，但“前成脂肪细胞”是未分化的成纤维细胞，其可以被刺激以形成脂肪细胞。
间质干细胞可以分化成脂肪细胞、结缔组织、肌肉或骨骼。
网形结缔组织是由脂肪细胞组成的。
“成脂细胞”这个术语用于描述为成熟细胞的前体。“脂母细胞瘤”这个术语用于描述这种细胞的肿瘤形式。

## 细胞更新
在显著的减重后，脂肪细胞的数量并不减少，只是细胞中的脂肪减少。脂肪细胞只会变得丰满或萎缩但会保持数量上的恒定。然而，一旦现有细胞充分饱满之后，细胞的数量就会增加。
大约有百分之十的脂肪细胞在成年状态每年被更新一次以平稳体重指数。

## 内分泌功能
脂肪细胞可以产生雌激素，这可能成为解释体重不足和超重作为不孕危险因素的潜在原因。